# Robberies (пісня)
«Robberies» — сингл американського репера King Von з його третього студійного альбому, другого посмертного, Grandson, виданий 23 червня 2023 р. на лейблах Only the Family та Empire Distribution.
Реліз анонсували постом на офіційній сторінці King Von в Instagram 20 червня 2023 року. На обкладинці зображено руку Вона, що тримає в руці книгу з титлом «Robberies».

## Відеокліп
Кліп випущено одночасно з виходом синглу. У центрі сюжету — група друзів з Чикаго, які пограбували кількох наркодилерів, що вирішують відплатити їм за це, розпочавши при цьому коло помсти. Сам репер не знявся у відео.

## Чартові позиції
| Чарт (2023)                                  | Найвища позиція |
| -------------------------------------------- | --------------- |
| Нова Зеландія New Zealand Hot Singles (RMNZ) | 20              |